# Liste der Baudenkmäler in Völklingen
In der Liste der Baudenkmäler in Völklingen sind alle Baudenkmäler der saarländischen Stadt Völklingen nach ihren Ortsteilen aufgelistet. Grundlage ist die Veröffentlichung der Landesdenkmalliste im Amtsblatt des Saarlandes vom 22. Dezember 2004 und die aktuelle Teildenkmalliste der Mittelstadt Völklingen in der Fassung vom 9. August 2017.

## Fenne
| Lage                                 | Bezeichnung                               | Beschreibung | Bild |
| ------------------------------------ | ----------------------------------------- | --- | --- |
| Saarbrücker Straße/Am Holzplatz Lage | Ensemble Bahnhof Fürstenhausen            | Der 1906/07 erbaute Bahnhof war in der Blütezeit der Montanindustrie einer der bedeutenderen Haltepunkte der Rosseltalbahn, da die Strecke von Saarbrücken durch das Saartal hier ins Rosseltal abzweigte. Nachdem die Strecke 1976 für den Personenverkehr stillgelegt wurde, wurde der Bahnhof verkauft. Aufgrund des starken Güterverkehrs besaß der Bahnhof schon früh eine eigene Rangierlokomotive. Neben dem Empfangsgebäude entstanden auch drei Eisenbahnerwohnhäuser für die Angestellten des Bahnhofs. Das große Empfangsgebäude hatte außerdem einen eigenen Anbau für einen großen Wartesaal. | Der 1906/07 erbaute Bahnhof war in der Blütezeit der Montanindustrie einer der bedeutenderen Haltepunkte der Rosseltalbahn, da die Strecke von Saarbrücken durch das Saartal hier ins Rosseltal abzweigte. Nachdem die Strecke 1976 für den Personenverkehr stillgelegt wurde, wurde der Bahnhof verkauft. Aufgrund des starken Güterverkehrs besaß der Bahnhof schon früh eine eigene Rangierlokomotive. Neben dem Empfangsgebäude entstanden auch drei Eisenbahnerwohnhäuser für die Angestellten des Bahnhofs. Das große Empfangsgebäude hatte außerdem einen eigenen Anbau für einen großen Wartesaal. |
| Saarbrücker Straße/Am Holzplatz Lage | Ensemble Bahnhof Fürstenhausen            | Saarbrücker Straße 116, Bahnhofsempfangsgebäude, 1906/07 (Einzeldenkmal) | |
| Saarbrücker Straße/Am Holzplatz Lage | Ensemble Bahnhof Fürstenhausen            | Saarbrücker Straße 118, Eisenbahnerwohnhaus, 1907 (Ensemblebestandteil) | |
| Saarbrücker Straße/Am Holzplatz Lage | Ensemble Bahnhof Fürstenhausen            | Saarbrücker Straße 120, Eisenbahnerwohnhaus, 1907 (Ensemblebestandteil) | |
| Saarbrücker Straße/Am Holzplatz Lage | Ensemble Bahnhof Fürstenhausen            | Saarbrücker Straße 122/124, Eisenbahnerwohnhaus, 1908 (Ensemblebestandteil) | |
| Saarbrücker Straße/Am Holzplatz Lage | Ensemble Bahnhof Fürstenhausen            | Am Holzplatz, Wasserturm des Bahnhofs Fürstenhausen, 1907 (Einzeldenkmal) | |
| Hausenstraße/Leostraße Lage          | Ensemble Glasmachersiedlung               | Die ehemalige Glasmachersiedlung besteht in der Hausenstraße aus Doppel- in der Leostraße aus Einzelhäusern, die alle zwischen 1904 und 1908 nach Plänen von Richard Schmidt entstanden sind. | Die ehemalige Glasmachersiedlung besteht in der Hausenstraße aus Doppel- in der Leostraße aus Einzelhäusern, die alle zwischen 1904 und 1908 nach Plänen von Richard Schmidt entstanden sind. |
| Hausenstraße/Leostraße Lage          | Ensemble Glasmachersiedlung               | Hausenstraße 48a/b, Doppelwohnhaus, 1904–08 von Richard Schmidt (Ensemblebestandteil) | |
| Hausenstraße/Leostraße Lage          | Ensemble Glasmachersiedlung               | Hausenstraße 49/51, Doppelwohnhaus, 1904–08 von Richard Schmidt (Ensemblebestandteil) | |
| Hausenstraße/Leostraße Lage          | Ensemble Glasmachersiedlung               | Hausenstraße 50a/b, Doppelwohnhaus, 1904–08 von Richard Schmidt (Ensemblebestandteil) | |
| Hausenstraße/Leostraße Lage          | Ensemble Glasmachersiedlung               | Hausenstraße 52a/b, Doppelwohnhaus, 1904–08 von Richard Schmidt (Ensemblebestandteil) | |
| Hausenstraße/Leostraße Lage          | Ensemble Glasmachersiedlung               | Hausenstraße 53/55, Doppelwohnhaus, 1904–08 von Richard Schmidt (Ensemblebestandteil) | |
| Hausenstraße/Leostraße Lage          | Ensemble Glasmachersiedlung               | Hausenstraße 54a/b, Doppelwohnhaus, 1904–08 von Richard Schmidt (Ensemblebestandteil) | |
| Hausenstraße/Leostraße Lage          | Ensemble Glasmachersiedlung               | Hausenstraße 56a/b, Doppelwohnhaus, 1904–08 von Richard Schmidt (Ensemblebestandteil) | |
| Hausenstraße/Leostraße Lage          | Ensemble Glasmachersiedlung               | Hausenstraße 57/59, Doppelwohnhaus, 1904–08 von Richard Schmidt (Ensemblebestandteil) | |
| Hausenstraße/Leostraße Lage          | Ensemble Glasmachersiedlung               | Hausenstraße 58a/b, Doppelwohnhaus, Wohnhaus, 1904–08 von Richard Schmidt (Ensemblebestandteil) | |
| Hausenstraße/Leostraße Lage          | Ensemble Glasmachersiedlung               | Hausenstraße 60a/b, Doppelwohnhaus, 1904–08 von Richard Schmidt (Ensemblebestandteil) | |
| Hausenstraße/Leostraße Lage          | Ensemble Glasmachersiedlung               | Hausenstraße 62a/b, Doppelwohnhaus, 1904–08 von Richard Schmidt (Ensemblebestandteil) | |
| Hausenstraße/Leostraße Lage          | Ensemble Glasmachersiedlung               | Hausenstraße 64a/b, Wohnhaus, 1904–08 von Richard Schmidt (Ensemblebestandteil) | |
| Hausenstraße/Leostraße Lage          | Ensemble Glasmachersiedlung               | Leostraße 1a/b, Wohnhaus, 1904–08 von Richard Schmidt (Ensemblebestandteil) | |
| Hausenstraße/Leostraße Lage          | Ensemble Glasmachersiedlung               | Leostraße 2a/b/c/d, Wohnhaus, 1904–08 von Richard Schmidt (Ensemblebestandteil) | |
| Hausenstraße/Leostraße Lage          | Ensemble Glasmachersiedlung               | Leostraße 4a/b/c, Wohnhaus, 1904–08 von Richard Schmidt (Ensemblebestandteil) | |
| Hausenstraße/Leostraße Lage          | Ensemble Glasmachersiedlung               | Leostraße 6a/b, Wohnhaus, 1904–08 von Richard Schmidt (Ensemblebestandteil) | |
| Hausenstraße Lage                    | Werkhalle der Fenner Glashütte            | Nachdem Napoleon Bonaparte 1809 angeordnet hatte, dass die Fortführung der Konzession für die Karlsbrunner Glashütte nur genehmigt würde, wenn diese statt mit Holz mit Kohle befeuert würde, zog die Hütte zwischen 1811 und 1813 nach Fenne in die Nähe von zwei Kohlegruben. Unter Familie Raspiller blühte die Glashütte auf und musste mehrfach erweitert werden. Um 1900 entstand die Werkhalle der Glashütte mit ihren markanten Rundbogenfenstern. Mit Kriegsbeginn im Jahr 1939 wurde die Glasherstellung in Fenne vorläufig eingestellt und nach Kriegsende auch nicht wieder aufgenommen.       | |
| Saarbrücker Straße Lage              | Kesselhaus des Kohlekraftwerks Fenne I    | Das Kraftwerk Fenne wurde 1922/23 errichtet und 1924 in Betrieb genommen. Sowohl das Kesselhaus aus dieser Zeit (erbaut 1922 bis 1926) wie auch die spätere Erweiterung stehen unter Denkmalschutz. | |
| Saarbrücker Straße Lage              | Turbinenhalle des Kohlekraftwerks Fenne I | Neben dem Kesselhaus von Kraftwerk Fenne steht auch die Turbinenhalle unter Denkmalschutz. Sie wurde ebenso wie das Kesselhaus in den Jahren 1922 bis 1926 erbaut. | |
| Saarbrücker Straße 179 Lage          | Turnhalle der Volksschule Fenne           | Die Turnhalle wurde zwischen 1957 und 1960 von einem Architekten Hoferer erbaut. | |

## Fürstenhausen
| Lage                  | Bezeichnung         | Beschreibung | Bild |
| --------------------- | ------------------- | --- | ---- |
| Fürstenstraße 25 Lage | Wohn- und Forsthaus | Der nahe Warndtwald veranlasste die Grafen von Saarbrücken im Bereich des heutigen Fürstenhausen ein Jagd- und Forsthaus zu erbauen und die waldreiche Region zur Jagd und Forstwirtschaft zu nutzen. Bereits im 17. Jahrhundert stand hier ein Forsthaus. Das erhaltene Forsthaus wurde 1792 erbaut und dient heute als Wohnhaus. |      |

## Geislautern
| Lage                     | Bezeichnung                                      | Beschreibung | Bild |
| ------------------------ | ------------------------------------------------ | --- | ---- |
| Im Kirchenfeld Lage      | Kath. Kirche Mariä Himmelfahrt                   | Die kath. Kirche Mariä Himmelfahrt 1906/1907 nach dem Plan des Architekten Wilhelm Hector im Stil der Neugotik erbaut. Das helle Gebäude mit auffällig rustizierten Lisenen, Strebepfeilern und Gesimsen aus Sandstein ist asymmetrisch aufgebaut und besitzt ein auffällig breites Querschiff. Am Eingangsportal angebaut ist ein achteckiges Türmchen. |      |
| Ludweiler Straße Lage    | Bahnhofsempfangsgebäude des Bahnhofs Geislautern | Der Bahnhof Geislautern wurde 1906 im Zusammenhang mit dem Bau der Rosseltalbahn erbaut. |      |
| Ludweilerstraße 169 Lage | Wegekreuz                                        | Das Wegekreuz stammt aus dem 4. Viertel des 19. Jahrhunderts. |      |

## Lauterbach
| Lage                 | Bezeichnung                               | Beschreibung | Bild |
| -------------------- | ----------------------------------------- | --- | ---- |
| Hauptstraße 146 Lage | Dorfkreuz                                 | Das Wegekreuz wurde 1786 erbaut. |      |
| Paulinusstraße Lage  | Kath. Kirche St. Paulinus mit Ausstattung | Die „Warndtdom“ genannte Kirche wurde 1911/12 nach Entwürfen von Peter Marx erbaut. Das wuchtige Kirchengebäude wurde im Stil des Historismus errichtet und orientiert sich insbesondere an der Romanik. St. Paulinus besitzt ein breites Mittelschiff mit einem langgestreckten und kassettierten Tonnengewölbe und zwei schmalen Seitenschiffen. Im Inneren erinnert eher an ein klassizistisches Gebäude. In den 1920er-Jahren wurde die Kirche innen aufwendig ausgemalt. |      |
|                      | Bergmannsdenkmal Lauterbach Lage          | Am 5. Juli 1876 kamen im Bergwerk in L’Hôpital („Spittel“) 42 Bergleute ums Leben, darunter 26 aus Lauterbach. Die Lauterbacher Bergleute wurden in einem Massengrab auf dem alten Friedhof der St.-Paulinus-Kirche beigesetzt. |      |

## Ludweiler
| Lage                                | Bezeichnung                        | Beschreibung | Bild |
| ----------------------------------- | ---------------------------------- | --- | ---- |
| Am Bürgermeisteramt 5 Lage          | Rathaus                            | Das Rathaus in Ludweiler wurde 1830 erbaut und um 1910 sowie in den 1950er-Jahren erweitert. Heute ist es Sitz des Heimatkundlichen Vereins Warndt. |      |
| Hugenottenstraße 14 Lage            | Arbeiterbauernhaus                 | Erbaut 1848 |      |
| Landstraße 276 nach Karlsbrunn Lage | Wasserwerk                         | Erbaut 1908 |      |
| Lauterbacher Straße 136 Lage        | Arbeiterbauernhaus mit Ausstattung | Erbaut 1863 |      |
| Lauterbacher Straße 150 Lage        | Kath. Kapelle St. Wendalinus       | St. Wendalinus wurde 1898/99 nach den Plänen von Reinhold Wirtz von der Pfarrei St. Wendalinus in Großrosseln als Kapelle gebaut. Ursprünglich war sie als Chor einer später zu erbauenden größeren Kirche geplant. Diese wurde jedoch nie ausgeführt. Nachdem die Kirche in den 1970er-Jahren immer stärker verfiel, wurde sie in den 1980er-Jahren und 1997 umfassend renoviert. Die Malereien im Inneren stammen von dem Maler H. Klein aus Merzig und wurden 1901 angefertigt. |      |
| Lauterbacher Straße 136 Lage        | Bauernhaus                         | Erbaut 1863 |      |
| Schulstraße 10 Lage                 | Alte Schule                        | Erbaut 1909/10 |      |
| Schulstraße 12 Lage                 | Neue Schule                        | Die neue Schule in Ludweiler wurde 1930/31 von Fritz Otto und Driesch neben der alten Schule erbaut und 1950 bis 1960 erweitert. |      |
| Völklinger Straße Lage              | ev. Kirche                         | Die Hugenottenkirche wurde 1786 nach Plänen von Architekt und Baumeister Balthasar Wilhelm Stengel als schlichter Saalbau im Barockstil erbaut. Der Dachreiter wurde 1876/77 durch einen Turm ersetzt, der in neugotischen und -romanischen Formen ausgeführt wurde und vor der Kirche steht. Der Zugang erfolgt über eine zweiläufige Treppe durch den Turm. 1958 wurde die Kirche nach Osten erweitert. Die Betonglasfenster zu beiden Seiten des Querschiffs, die perspektivisch sich verkleinernende Kreuze darstellen, symbolisieren die Vertreibung der Hugenotten über die ganze Welt. Zur Ausstattung gehören auch eine Stumm-Orgel von 1857 und der Grabstein Familie de Guiffardierre aus dem 18. Jahrhundert. |      |
| Völklinger Straße 2i Lage           | Bauernhaus                         | Das Bauernhaus wurde um 1790 erbaut und im 19. Jahrhundert zur Gaststätte umgebaut. Erhalten sind in der Gaststube Graffiti aus der Zeit der französischen Einquartierung im Jahr 1793. |      |

## Luisenthal
| Lage                           | Bezeichnung                                                     | Beschreibung | Bild |
| ------------------------------ | --------------------------------------------------------------- | --- | ---- |
| Parkstraße Lage                | Villa Stutz                                                     | Die Villa Stutz wurde um 1910/1920 als Direktorenwohnhaus erbaut und wurde nach ihrem ersten Bewohner, dem preußischen Bergrat Ernst Stutz, benannt. |      |
| Parkstraße Lage                | Berginspektionsgebäude                                          | Das Berginspektionsgebäude der Königlichen Berginspektion II wurde um 1900 erbaut. |      |
| Parkstraße Lage                | Waschkaue der Grube Luisenthal                                  | Die 1820 gegründete Grube erhielt 1862 mit dem Albert-Schacht ihren ersten Schacht. Zur Erschließung von größeren Fettkohlevorkommen wurde ab 1899 der Richardschacht I abgeteuft. 1912 folgte Schacht Richard II. In den 1970er-Jahren bildete Luisenthal zusammen mit der Grube Camphausen ein Verbundbergwerk. In den 1990er-Jahren wurde Luisenthal mit der Grube Warndt zum Bergwerk Warndt/Luisenthal zusammengelegt und 1995 ein untertägiger Verbund eingerichtet. Die Kohleförderung am Standort Luisenthal wurde Ende 1994 eingestellt. Die Waschkaue der Grube wurde um 1905 erbaut und wurde später als mechanische Werkstatt genutzt. |      |
| Parkstraße Lage                | Fördermaschinenhaus I am Richard-Schacht I der Grube Luisenthal | Das Fördermaschinenhaus I am Richard-Schacht I wurde um 1900 erbaut. |      |
| Parkstraße 1/3 Lage            | Wohn- und Geschäftshaus                                         | Das Gebäude wurde 1892 von Richard Schmidt erbaut. |      |
| Straße des 13. Januar 273 Lage | Doppelmundloch des Veltheim-Stollens und Albert Stollens        | Das Doppelmundloch der beiden Stollen wurde um 1840 aus Sandstein gefertigt. |      |

## Völklingen
| Lage                                | Bezeichnung                                                                                                | Beschreibung | Bild |
| ----------------------------------- | --- | --- | --- |
| Hohenzollernstraße/Heinestraße Lage | Ensemble Hohenzollernstraße                                                                                | Die Wohnhäuser in der Hohenzollern- und der Heinestraße wurden 1905/06 von H. A. Sturm und Hans Großwendt erbaut. | Die Wohnhäuser in der Hohenzollern- und der Heinestraße wurden 1905/06 von H. A. Sturm und Hans Großwendt erbaut. |
| Hohenzollernstraße/Heinestraße Lage | Ensemble Hohenzollernstraße                                                                                | Hohenzollernstraße 32, Wohnhaus, um 1905/06 von H. A. Sturm und Hans Großwendt (Ensemblebestandteil) | |
| Hohenzollernstraße/Heinestraße Lage | Ensemble Hohenzollernstraße                                                                                | Hohenzollernstraße 36, Wohnhaus, um 1905/06 von H. A. Sturm und Hans Großwendt (Ensemblebestandteil) | |
| Hohenzollernstraße/Heinestraße Lage | Ensemble Hohenzollernstraße                                                                                | Hohenzollernstraße 38, Wohnhaus, um 1905/06 von H. A. Sturm und Hans Großwendt (Ensemblebestandteil) | |
| Hohenzollernstraße/Heinestraße Lage | Ensemble Hohenzollernstraße                                                                                | Hohenzollernstraße 40, Wohnhaus, um 1905/06 von H. A. Sturm und Hans Großwendt (Ensemblebestandteil) | |
| Hohenzollernstraße/Heinestraße Lage | Ensemble Hohenzollernstraße                                                                                | Hohenzollernstraße 42, Wohnhaus, um 1905/06 von H. A. Sturm und Hans Großwendt (Ensemblebestandteil) | |
| Hohenzollernstraße/Heinestraße Lage | Ensemble Hohenzollernstraße                                                                                | Hohenzollernstraße 44, Wohnhaus, um 1905/06 von H. A. Sturm und Hans Großwendt (Ensemblebestandteil) | |
| Hohenzollernstraße/Heinestraße Lage | Ensemble Hohenzollernstraße                                                                                | Heinestraße 35, Wohnhaus, um 1905/06 von H. A. Sturm und Hans Großwendt (Ensemblebestandteil) | |
| Richardstraße Lage                  | Ensemble Richardstraße                                                                                     | Zum Denkmalensemble in der Richardstraße gehören das Direktorenwohnhaus der Völklinger Hütte, das um 1905 von Hans Großwendterbaut wurde, sowie die Villa Röchling und mehrere Beamtenwohnhäuser des preußischen Bergfiskus. | Zum Denkmalensemble in der Richardstraße gehören das Direktorenwohnhaus der Völklinger Hütte, das um 1905 von Hans Großwendterbaut wurde, sowie die Villa Röchling und mehrere Beamtenwohnhäuser des preußischen Bergfiskus. |
| Richardstraße Lage                  | Ensemble Richardstraße                                                                                     | Richardstraße 1, Direktorenwohnhaus der Völklinger Hütte, um 1905 von Hans Großwendt, Umbau um 1948 (Ensemblebestandteil) | |
| Richardstraße Lage                  | Ensemble Richardstraße                                                                                     | Richardstraße 2, Beamtenwohnhaus der Völklinger Hütte, 1904–06 von Hans Großwendt (Ensemblebestandteil) | |
| Richardstraße Lage                  | Ensemble Richardstraße                                                                                     | Richardstraße 3/3a, Villa Röchling mit Park und Ökonomiegebäude, 4. Viertel 19. Jh. von Hans Großwendt, Erweiterungen 1907 und 1922, um 1946 Umbau zum Wohnsitz des frz. Generaldirektors der Röchling’schen Eisen- und Stahlwerke, Ökonomiegebäude von 1907 bis 1912 (Einzeldenkmal) | |
| Richardstraße Lage                  | Ensemble Richardstraße                                                                                     | Richardstraße 4, Beamtenwohnhaus der Völklinger Hütte, 1904–06 von Hans Großwendt (Ensemblebestandteil) | |
| Richardstraße Lage                  | Ensemble Richardstraße                                                                                     | Richardstraße 8/10, Beamtenwohnhaus der Völklinger Hütte, 1904–06 von Hans Großwendt (Ensemblebestandteil) | |
| Richardstraße Lage                  | Ensemble Richardstraße                                                                                     | Richardstraße 12, Beamtenwohnhaus der Völklinger Hütte, 1904–06 von Hans Großwendt (Ensemblebestandteil) | |
| Richardstraße Lage                  | Ensemble Richardstraße                                                                                     | Richardstraße 14/16, Beamtenwohnhaus der Völklinger Hütte, 1904–06 von Hans Großwendt (Ensemblebestandteil) | |
| Richardstraße Lage                  | Ensemble Richardstraße                                                                                     | Richardstraße 18/18a, Beamtenwohnhaus der Völklinger Hütte, 1904–06 von Hans Großwendt (Ensemblebestandteil) | |
| Lage                                | Ensemble Schleuse Völklingen                                                                               | Die Schleuse Völklingen wurde 1875 bis 1879 erbaut und ist inzwischen nicht mehr in Betrieb. Sie führte zum Hafen der Völklinger Hütte. | Die Schleuse Völklingen wurde 1875 bis 1879 erbaut und ist inzwischen nicht mehr in Betrieb. Sie führte zum Hafen der Völklinger Hütte. |
| Lage                                | Ensemble Schleuse Völklingen                                                                               | Schleusenwärterhaus, 1875–79 (Ensemblebestandteil im Ensemble Schleuse Völklingen) | |
| Lage                                | Ensemble Schleuse Völklingen                                                                               | Saar, Schleuse Völklingen, 1875–79 (Einzeldenkmal im Ensemble Schleuse Völklingen) | |
| Rathausstraße Lage                  | Ensemble Völklinger Hütte (Bereich Roheisenerzeugung)                                                      | Im Jahr 1881 erwarb Carl Röchling ein stillgelegtes Puddel- und Walzwerk und ließ zwei Jahre später den ersten Hochofen entzünden. Schon 1890 waren die „Röchling’schen Eisen- und Stahlwerke“ der größte Eisenträgerhersteller Deutschlands. 1891 wurde das Thomas-Stahlwerk der Völklinger Hütte zur Verhüttung lothringische Minette eröffnet. Als 1928 die Sintertechnik Einzug hielt, entstand in Völklingen eine der modernsten und größten Sinteranlagen Europas. Sie erlaubt das Recycling von Abfallprodukten wie Gichtstaub und Feinerz. 1952 erreichte die Hütte bedingt durch den Bauboom in der Nachkriegszeit ihren Produktionshöchststand. Die weltweite Stahlkrise erfasste 1975 allerdings auch die Völklinger Hütte. Nach der Stilllegung der Roheisenphase im Jahr 1986 wurde dieser Teil als Industriedenkmal unter Denkmalschutz gestellt und 1994 durch UNESCO zum Weltkulturerbe erklärt. | Im Jahr 1881 erwarb Carl Röchling ein stillgelegtes Puddel- und Walzwerk und ließ zwei Jahre später den ersten Hochofen entzünden. Schon 1890 waren die „Röchling’schen Eisen- und Stahlwerke“ der größte Eisenträgerhersteller Deutschlands. 1891 wurde das Thomas-Stahlwerk der Völklinger Hütte zur Verhüttung lothringische Minette eröffnet. Als 1928 die Sintertechnik Einzug hielt, entstand in Völklingen eine der modernsten und größten Sinteranlagen Europas. Sie erlaubt das Recycling von Abfallprodukten wie Gichtstaub und Feinerz. 1952 erreichte die Hütte bedingt durch den Bauboom in der Nachkriegszeit ihren Produktionshöchststand. Die weltweite Stahlkrise erfasste 1975 allerdings auch die Völklinger Hütte. Nach der Stilllegung der Roheisenphase im Jahr 1986 wurde dieser Teil als Industriedenkmal unter Denkmalschutz gestellt und 1994 durch UNESCO zum Weltkulturerbe erklärt. |
| Rathausstraße Lage                  | Ensemble Völklinger Hütte (Bereich Roheisenerzeugung)                                                      | Rathausstraße, Alter Erzbunker der Völklinger Hütte, 1902 (Einzeldenkmal) | |
| Rathausstraße Lage                  | Ensemble Völklinger Hütte (Bereich Roheisenerzeugung)                                                      | Rathausstraße, Kraftwerk I und vermutlich Reste der Puddelofenhalle der Völklinger Hütte von 1872, Umbau 1906 und 1912 (Einzeldenkmal) | |
| Rathausstraße Lage                  | Ensemble Völklinger Hütte (Bereich Roheisenerzeugung)                                                      | Rathausstraße, Werkstattgebäude der Völklinger Hütte (Handwerkergasse), um 1900–10 (Einzeldenkmal) | |
| Rathausstraße Lage                  | Ensemble Völklinger Hütte (Bereich Roheisenerzeugung)                                                      | Rathausstraße, Wasserbehälter der Völklinger Hütte, Wasserturm, 1918 (Einzeldenkmal) | |
| Rathausstraße Lage                  | Ensemble Völklinger Hütte (Bereich Roheisenerzeugung)                                                      | Rathausstraße, Pumpenhaus der Völklinger Hütte mit Maschinen, 1910 (Einzeldenkmal) | |
| Rathausstraße Lage                  | Ensemble Völklinger Hütte (Bereich Roheisenerzeugung)                                                      | Rathausstraße, Gasgebläsehalle der Völklinger Hütte mit Maschinen, 1900–14 und 1938 (Einzeldenkmal) | |
| Rathausstraße Lage                  | Ensemble Völklinger Hütte (Bereich Roheisenerzeugung)                                                      | Rathausstraße, Kokerei der Völklinger Hütte, 1898, 1934–44, 1951, 1959 (Einzeldenkmal) | |
| Rathausstraße Lage                  | Ensemble Völklinger Hütte (Bereich Roheisenerzeugung)                                                      | Rathausstraße, Erzaufbereitung (Sinteranlage) der Völklinger Hütte, 1928–38 (Einzeldenkmal) | |
| Rathausstraße Lage                  | Ensemble Völklinger Hütte (Bereich Roheisenerzeugung)                                                      | Rathausstraße, Trockengasreinigung der Völklinger Hütte, 1912–17, 1925 (Einzeldenkmal) | |
| Rathausstraße Lage                  | Ensemble Völklinger Hütte (Bereich Roheisenerzeugung)                                                      | Rathausstraße, Hochofenbüro der Völklinger Hütte, um 1912 (Einzeldenkmal) | |
| Rathausstraße Lage                  | Ensemble Völklinger Hütte (Bereich Roheisenerzeugung)                                                      | Rathausstraße, Hängebahn der Völklinger Hütte, 1911–18 (Einzeldenkmal) | |
| Rathausstraße Lage                  | Ensemble Völklinger Hütte (Bereich Roheisenerzeugung)                                                      | Rathausstraße, Winderhitzer der Völklinger Hütte, 1883–1914, 1957–76 (Einzeldenkmal) | |
| Rathausstraße Lage                  | Ensemble Völklinger Hütte (Bereich Roheisenerzeugung)                                                      | Rathausstraße, Hochöfen der Völklinger Hütte, 1883–1916, 1925–44 und 1957–68 (Einzeldenkmal) | |
| Rathausstraße Lage                  | Ensemble Völklinger Hütte (Bereich Roheisenerzeugung)                                                      | Rathausstraße, Wagenmeisterei des Bahnhofs Völklingen, um 1900 (Ensemblebestandteil) | |
| Alte Schulstraße 15/17 Lage         | Wohnhaus                                                                                                   | Erbaut 1748 | |
| Bismarckstraße 57 Lage              | Tandem-Drillings-Umkehrmaschine                                                                            | Die Tandem-Drillings-Umkehrmaschine der Firma Ehrhardt und Sehmer war als Walzenzugmaschine 6 im Walzwerk Saarstahl AG in Betrieb und stammt aus dem Jahr 1909. | |
| Bismarckstraße 57 Lage              | Einzylinder-Gleichstromdampfmaschine                                                                       | Die Einzylinder-Gleichstromdampfmaschine der Bauart Stumpf stammt von der Firma Ehrhardt und Sehmer und war als Walzenzugmaschine 5 im Walzwerk Saarstahl AG in Betrieb. Sie stammt aus dem Jahr 1912 und wurde transloziert. | |
| Bismarckstraße 57 Lage              | Zweizylinderwalzenzugmaschine                                                                              | Die Zweizylinderwalzenzugmaschine wurde 1891 erbaut und stammt von Erhardt und Sehmer. Sie war im Walzwerk Saarstahl AG im Einsatz. | |
| Heinestraße 3 Lage                  | Ausstattungsteile, Innenausmalung                                                                          | Das Haus in der Heinestraße 3 steht nicht selbst unter Denkmalschutz, aber seine Ausstattung und die Innenausmalung aus der Zeit um 1909/10. | |
| Heinestraße 5 Lage                  | Haus Biegel                                                                                                | Das Wohnhaus wurde 1907 von einem Architekten Kramer erbaut. | |
| Hindenburgplatz Lage                | Mühlgewannschule                                                                                           | Das Schulgebäude wurde 1908 von Kniebe im Jugendstil erbaut. Allerdings wurde nur ein Teil des ursprünglichen Entwurfs verwirklicht. Auffällig sind die drei identischen Giebel des T-förmigen Gebäudes mit dem sanft gewellten Giebelsaum. | |
| Hohenzollernstraße Lage             | Rest der Straßenbrücke über den Köllerbach                                                                 | Die Brücke wurde 1907 als Gurtträgerbrücke nach dem „System Möller“ erbaut. 2001 wurde die östliche Hälfte abgerissen. | |
| Hohenzollernstraße 15 Lage          | Wohnhaus                                                                                                   | Das Wohnhaus wurde 1907 von Hubert Breidenbach erbaut. | |
| Hohenzollernstraße 28 Lage          | Realgymnasium                                                                                              | Das Gymnasium wurde 1907 bis 1909 von Caspar Lennarts erbaut. Zur Ausstattung gehört ein Wandgemälde in der Aula, das zwischen 1910 und 1913 von Hermann Lasch geschaffen wurde und eine Walcker-Orgel in der Aula von 1909. | |
| Im alten Brühl                      | Wappengrabstein für Johann Eckard von Kruckenberg                                                          | Von Kruckenberg (1644–1717) war Offizier im Regiment Royal Allemand und zuletzt Oberstleutnant. | |
| Karl-Janssen-Straße 1 Lage          | Wohn- und Geschäftshaus                                                                                    | Das Gebäude wurde im 19. Jahrhundert erbaut und 1923 durch Franz Wagner umgebaut. | |
| Karl-Janssen-Straße 17 Lage         | Wohn- und Geschäftshaus                                                                                    | Erbaut um 1900 | |
| Karl-Janssen-Straße 35 Lage         | Amtsgericht                                                                                                | Das Völklinger Amtsgericht wurde 1897 bis 1899 erbaut und in den 1930er-Jahren aufgestockt. | |
| Kreppstraße 6 Lage                  | Wohnhaus                                                                                                   | Erbaut 1906 | |
| Marktstraße 15/17/19 Lage           | Wohnhausgruppe                                                                                             | Die Wohnhäuser wurden 1907/08 von Eisenhardt und Wagner erbaut. | |
| Moltkestraße 35 Lage                | Grabdenkmal Matthias Raspiller bei der Versöhnungskirche                                                   | Der Familie Raspiller gehörten mehrere Glashütten in der Grenzregion. Matthias Raspiller leitete u. a. die Glashütte Fenne. Der 3 m hoher Obelisk aus Sandstein aus dem Jahr 1832 stand ursprünglich vor der Evangelischen Kirche in der Poststraße. | |
| Moltkestraße 35 Lage                | Grabdenkmal Leopoldina Dorothea van den Broek bei der Versöhnungskirche                                    | 1819 erstellt | |
| Moltkestraße 35 Lage                | Ev. Versöhnungskirche                                                                                      | Die Kirche wurde zwischen 1926 und 1928 nach Plänen des Architekten Franz Kuhn als neobarocke Kirche erbaut, nachdem die alte Kirche abgebrannt war. Vorbild war die Saarbrücker Ludwigskirche von Friedrich-Joachim Stengel. Vor der Querkirche steht ein 66 m hoher Turm. Zur Ausstattung gehört ein zentrales Oval mit einem Wandbild in der aus 3500 Kassetten bestehende Kuppel. Es stammt von Waldemar Kolmsperger d. J. im Innern und zeigt die Familie Röchling neben weiteren am Bau Beteiligten in einer Industrielandschaft. Darüber ein in den Wolken wiederkehrender Christus. | |
| Poststraße Lage                     | Gusseisenrelief am Torhaus 2 der Völklinger Hütte                                                          | Das Gusseisenrelief wurde 1938 von Schließler ausgeführt. | Gusseisenrelief-Torhaus-2 |
| Rathausstraße Lage                  | Mechanische Fertigung der Völklinger Hütte                                                                 | Zur mechanischen Fertigung gehört die 1882 bis 1884 erbaute Schmiede, die Gießerei, die mechanische Werkstatt und Adjustage mit Erweiterungen und Umbauten bis 1914. Zur Ausstattung gehören vier Schmiedehäuser, das Schmiedefeuer, der Wärmeofen mit zwei Kammern sowie Kleinkräne und Werkzeuge. | |
| Rathausstraße Lage                  | Scheibengasbehälter der Völklinger Hütte, Gasbehälter                                                      | Erbaut 1931 | |
| Rathausstraße Lage                  | Teleskopgasbehälter der Völklinger Hütte                                                                   | Erbaut 1930 | |
| Rathausstraße Lage                  | Schlackenkübelwagen der Völklinger Hütte                                                                   | Standort: Petite Roselle, CCSTI | |
| Rathausstraße Lage                  | Schmalspurdampflokomotive der Völklinger Hütte                                                             | 1904, Standort: Petite Roselle, CCSTI | |
| Rathausstraße Lage                  | Bahnhofsempfangsgebäude des Bahnhofs Völklingen mit Ausstattung und Fußgängertunnel unter den Gleisanlagen | Der alte Bahnhof wurde 1893/94 erbaut und erhielt in den 1950er-Jahren einen Vorbau. Zur Blütezeit der Alten Völklinger Hütte war er zum Schichtwechsel eine Drehscheibe für Tausende von Hüttenarbeitern und Umschlagplatz für die Rohstoffe der Eisenerzeugung. | |
| Rathausstraße 2Lage                 | Altes Rathaus                                                                                              | Das Alte Rathaus wurde zwischen 1874 und 1876 im spätklassizistischen Stil nach Plänen von Richard Schmidt und M. Schneider erbaut. Bei der Erweiterung in den Jahren 1905 bis 1907 durch Hermann Eichner von Richard Schmidt kamen Jugendstil- und Neobarock-Elemente hinzu. Ein quadratischer Turm verbindet die beiden Gebäudeflügel des Gebäudes. In der Bismarckstraße wurde das Gebäude deutlich verlängert und aufgestockt. Das Portal wurde durch einen von vier Säulen getragenen Balkon überbaut. Der Rathaussaal bekam große Fenster mit Farbverglasungen, Kamine und eine Stuckverzierung. | |
| Rathausstraße 16–22 Lage            | Kath. Kirche St. Eligius mit Pfarr- und Küsterhaus                                                         | Die querrechteckige Saalkirche mit breitem Turm wurde 1912/1913 von Ludwig Becker und Anton Falkowski an Stelle der alten Kirche erbaut, die man im Jahr zuvor abgerissen hatte. Die dreischiffige Kirche im Stil des Neobarock besitzt ein breites Querhaus. Die Orgel der Kirche ist eine der wenigen erhaltenen deutsch-romantischen Orgeln in der Region. | |

## Wehrden
| Lage                        | Bezeichnung                                                   | Beschreibung | Bild |
| --------------------------- | ------------------------------------------------------------- | --- | --- |
| Denkmalplatz Lage           | Ensemble Denkmalplatz                                         | Zum Denkmalensemble gehört neben dem Kriegerdenkmal von 19298 auch die Doppelwohnhäuser am Platz, die aus den Jahren 1930/31 stammen.                                                | Zum Denkmalensemble gehört neben dem Kriegerdenkmal von 19298 auch die Doppelwohnhäuser am Platz, die aus den Jahren 1930/31 stammen. |
| Denkmalplatz Lage           | Ensemble Denkmalplatz                                         | Denkmalplatz, Kriegerdenkmal, 1928 von Stephan (Einzeldenkmal) | |
| Denkmalplatz Lage           | Ensemble Denkmalplatz                                         | Denkmalplatz 1/3, Doppelwohnhaus, 1930–31 von Stephan (Ensemblebestandteil) | |
| Denkmalplatz Lage           | Ensemble Denkmalplatz                                         | Denkmalplatz 2/4, Doppelwohnhaus, 1930–31 von Stephan (Ensemblebestandteil) | |
| Denkmalplatz Lage           | Ensemble Denkmalplatz                                         | Denkmalplatz 5/7, Doppelwohnhaus, 1930–31 von Stephan (Ensemblebestandteil) | |
| Denkmalplatz Lage           | Ensemble Denkmalplatz                                         | Denkmalplatz 6/8, Doppelwohnhaus, 1930–31 von Stephan (Ensemblebestandteil) | |
| Grabenstraße Lage           | Pumpen- und Filterhaus des Kraftwerks Wehrden mit Ausstattung | Das Pumpenhaus wurde in den 1920er-Jahren erbaut und nachträglich mehrfach verändert. Die maschinelle Ausstattung stammt aus der Zeit um 1944.                                       | |
| Grabenstraße Lage           | Einlaufbauwerk des Kraftwerks Wehrden                         | Erbaut 1913/14 | |
| Kirchbergstraße Lage        | Kath. Kirche St. Josef mit Ausstattung                        | Die dreischiffige Basilika wurde von 1897 bis 1899 von Wilhelm Hector im Stil der Neugotik erbaut. Die Kirche hat einen ⅝-Chor. Dem Langhaus vorgelagert ist ein Turm mit Spitzhelm. | |
| Ludweiler Straße 28 Lage    | Wohn- und Geschäftshaus                                       | Erbaut um 1905 bis 1910. | |
| Saarstraße 9 Lage           | Wohnhaus mit Ausstattung                                      | südl. Wohnhaus einer um 1906 für leitende Angestellte des Völklinger Eisenwerks errichteten Reihenhausgruppe von Hans Großwendt                                                      | |
| Saarstraße 11 Lage          | Wohnhaus mit Ausstattung                                      | Mittleres Wohnhaus einer um 1906 für leitende Angestellte des Völklinger Eisenwerks errichteten Reihenhausgruppe von Großwendt                                                       | |
| Saarstraße 13 Lage          | Wohnhaus mit Ausstattung                                      | Nörd. Wohnhaus einer um 1906 für leitende Angestellte des Völklinger Eisenwerks errichteten Reihenhausgruppe von Großwendt                                                           | |
| Saarstraße 15 Lage          | Wohnhaus mit Ausstattung                                      | Das Wohnhaus für leitende Angestellte der Völklinger Hütte wurde 1906 von Großwendt erbaut.                                                                                          | |
| Schaffhauser Straße 18 Lage | Wohnhaus mit Gaststätte und Saalbau                           | Erbaut 1900 | |